# 布雷茨維爾

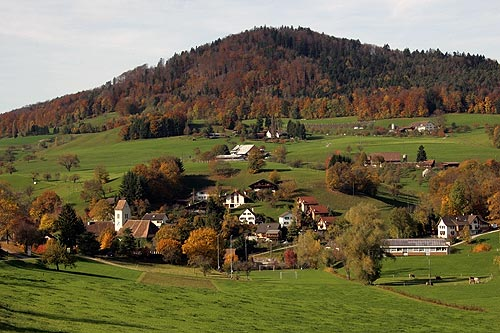

布雷茨維爾是瑞士的城鎮，位於該國北部，由巴塞爾鄉村州負責管轄，面積7.33平方公里，海拔高度628米，2012年人口766，七成人口信奉基督教，人口密度每平方公里105人。